# Ad Deir
Ad Deir (arabiska: الدير, klostret), är en byggnad av sandsten uthuggen ur klipporna nordväst om den antika ruinstaden Petra i Jordanien. Den är 47 meter hög och 48 meter bred och tros ha 
byggts av nabatéerna omkring år 50 f.Kr.. Fasaden är liksom för Al-Khazneh uppdelad i två våningar men utskärningarna är mindre detaljerade.
Det är oklart vad byggnaden har använts till. Trots namnet är den  inte ett kloster och i motsats till andra byggnadsverk i Petra är den heller inte en begravningsplats.
Al Deir är den näst mest besökta byggnaden i Petra efter Al-Khazneh. Den nås via en trappa med mer än 800 steg uthuggna i berget.